# انیبا، وسترن استرالیا
انیبا (به انگلیسی: Eneabba) یک منطقهٔ مسکونی در استرالیا است که در استرالیای غربی واقع شده‌است.